# Normativer Rechtsbegriff
Ein normativer Rechtsbegriff ist ein Rechtsbegriff, der zu seinem Verständnis eines Rückgriffs auf andere Rechtsvorschriften oder soziale Normen bedarf. Deskriptive Gesetzesmerkmale (lat. describere = beschreiben) sind dagegen ohne weiteres durch sinnliche Wahrnehmung feststellbar.
Beispiel für einen normativen Rechtsbegriff sind die „guten Sitten,“ die nach der Definition des Reichsgerichts und des Bundesgerichtshofs dem „Anstandsgefühl aller billig und gerecht Denkenden“ entsprechen, folglich der vorherrschenden Rechts- und Sozialmoral.
Weitere Beispiele sind „Treu und Glauben,“ „Verwerflichkeit“ oder normative Tatbestandsmerkmale, die eine rechtliche Wertung voraussetzen wie die „Fremdheit“ der beweglichen Sache in § 242, § 246 und § 249 StGB. Eine Sache ist für den Täter fremd, wenn sie nach zivilrechtlichen Maßstäben nicht in seinem Alleineigentum steht (§ 903 BGB).
Deskriptive Begriffe sind beispielsweise „bewegliche Sache“ oder „Mensch“ in § 211, § 212 StGB, die sich unmittelbar durch kognitive Wahrnehmung erschließen.